# Mungo (Heiliger)

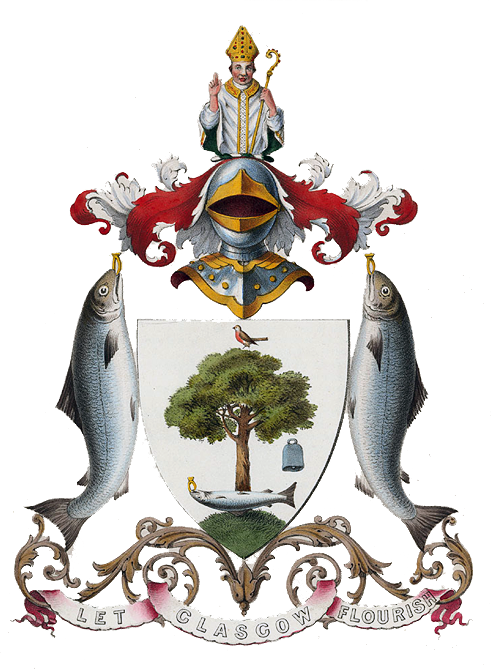
Wappen der Stadt Glasgow, mit dem hl. Mungo als Helmkleinod

Der heilige Mungo, auch bekannt als Kentigern (* 518 in Culross, Schottland; † 13. Januar 612 in Glasgow), gilt als der erste Bischof von Glasgow und ist Schutzpatron der Stadt Glasgow sowie Schottlands. Er wird in der römisch-katholischen und der anglikanischen Kirche als Heiliger verehrt. Sein Gedenktag ist der 13. Januar.
Berichte über das Leben des Heiligen stammen hauptsächlich aus der Vita, die im 12. Jahrhundert von dem Zisterzienser Jocelyn aus der Abtei Furness verfasst wurde. Danach war er mit 25 Jahren Missionar am Clyde. 540 wurde er auf Bestreben Königs Rhydderch Hael von Strathclyde zum Bischof geweiht. 13 Jahre lang wirkte er von einer Zelle auf dem heutigen Stadtgebiet Glasgows aus. 553 wechselte die Stimmung in der Region, das Christentum war nicht mehr angesehen, und Mungo floh aus dem Königreich nach Menevia, dem Kloster des heiligen David von Menevia.
Einige Jahre später gründete er in Llanelwy ein Kloster, in dem er bei seiner Verabschiedung den heiligen Asaph als Vorsteher einsetzte. 573 kehrte Mungo – begünstigt durch den Ausgang der Schlacht von Arfderydd – nach Schottland zurück. Zunächst predigte er das Evangelium in Dumfriesshire. 581 kehrte er nach Glasgow zurück. Dort begegnete er dem heiligen Columban von Iona.
Der heilige Mungo wurde an der Stelle begraben, wo sich heute in Glasgow die ihm geweihte St Mungo’s Cathedral erhebt. Christoph Wilhelm Hufeland behauptete 1796 in seinem Werk „Die Kunst, das menschliche Leben zu verlängern“, dass Kentigern 185 Jahre alt geworden sei.
Die ikonographischen Heiligenattribute Mungos finden sich im Stadtwappen von Glasgow: ein Fisch mit einem Ring im Mund; eine Glocke; ein Rotkehlchen und ein Eichenbaum.
Heute gilt der Heilige Mungo auch als Glücksbringer. Bei Würfelspielen (wie z. B. Kniffel) soll durch das mehrfache Wiederholen des Namens das eigene Würfelglück beschworen werden.